# ヨハン・アントン・ギュルデンシュテット
ヨハン・アントン・ギュルデンシュテット（Johann Anton von Güldenstädt、1745年5月7日 - 1781年4月3日）はバルト・ドイツ人の博物学者である。ロシアの女帝エカチェリーナ2世の後援で、行われたロシア各地の博物学的探検に参加した1人である。

## 略歴
現在のラトビアのリガに生まれた。早くに両親を失い、1763年からベルリンで薬剤師になる教育を受けた。22歳の時、フランクフルト大学で薬学の博士号を受けた。翌年、サンクトペテルブルクの科学アカデミーに招かれ、エカチェリーナ2世の後援するロシア周辺域の博物学的探検に参加することになった。ロシア南部を探検し、翌年、ザムエル・ゴットリープ・グメリンとともに、ウクライナ、アストラハン、コーカサス、グルジアを旅した。
1775年にサンクトペテルブルクに戻り、ロシア南部の地理学、歴史、文化、博物学の分野の著作を行った。多くの新種動物の記載も行った。1781年にサンクトペテルブルクで流行した熱病によって35歳で没した。没後、探検を率いたペーター・ジーモン・パラスによって、ギュルデンシュテットの旅行記"Reisen durch Rußland und im Caucasischen Gebürge"が出版された。

## 著作

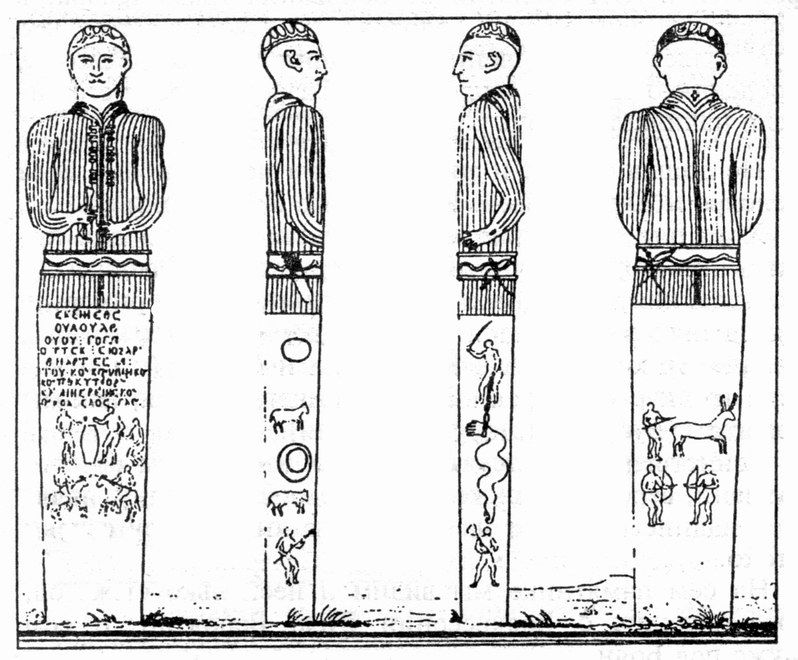
旅行記にそえられた古代の記念碑の図版

- Chaus – Animal feli adfine descriptum. Commentarii Academiae Scientiarum Imperialis Petropolitanae Volume 20, St. Petersburg 1776. Pp. 483
- Reisen durch Rußland und im Caucasischen Gebürge. Russisch-Kayserliche Akademie der Wissenschaften (Russian Imperial Academy of Sciences). St. Petersburg, Volume 1, 1787; Volume 2, 1791.
- Путешествие по Кавказу в 1770–1773 гг (Puteshestvie po Kavkazu v 1770-1773 gg). Translated by T. K. Shafranovskaia. St. Petersburg: Peterburgskoe Vostokovedenie, 2002.